# Narancsszínű kéneslepke
A narancsszínű kéneslepke (Colias myrmidone) a fehérlepkefélék családjába tartozó, Európában elterjedt lepkefaj. 

## Megjelenése
A narancsszínű kéneslepke szárnyfesztávolsága 3,6-4,8 cm. Csápbunkója fokozatosan kiszélesedő. Tora erőteljes, szőrös, potrohszőrzete simább. Elülső szárnya magas, háromszögletes, a hátulsó szárny kerek. Szárnyainak alapszíne tűzvörösbe hajló mély narancsvörös. A szárnyak szegélyén fekete sáv húzódik; a hátulsó szárnyakon ez keskenyebb, finoman ívelt. A hímek fekete sávjában nincsenek sárga foltok, az erek is feketék. Az elülső szárny közepén (a sejt végén) fekete petty látható. A hátsó szárnyon erős szürke behintés látható, közepén (a sejt végén) elmosódott narancsszínű folttal. A szárnyak fonákja élénk, sötét tojássárga színű. Az elülső szárny közepén kis fekete petty, a hátsón nyolcas alakú, ezüstszínű folt látszik. 
A nőstény szárnyszéli fekete sávjában sárga foltok sorakoznak; a hátulsó szárnyakon ezek teljes sort alkotnak, egyes foltok szögletesek. A hátsó szárny középső narancssárga foltja nagy, élesebb szélű.
Egyes nőstények elülső szárnya krémszínű, hátulsó szárnya szürkés, fonákja olyan, mint a hímé.
Színezete kissé változékony, ritkán egyes nőstény egyedek kékes- vagy zöldesfehér színűek (f. alba).
Petéje eleinte fehér, majd néhány napon belül vörösbarnára sötétedik; orsó alakú, hosszában bordázott.
Hernyója sötétzöld, vékony oldalvonala fehér, benne narancs foltokkal. 

### Hasonló fajok
A dolomit-kéneslepke és a sáfrányszínű kéneslepke hasonlít hozzá.

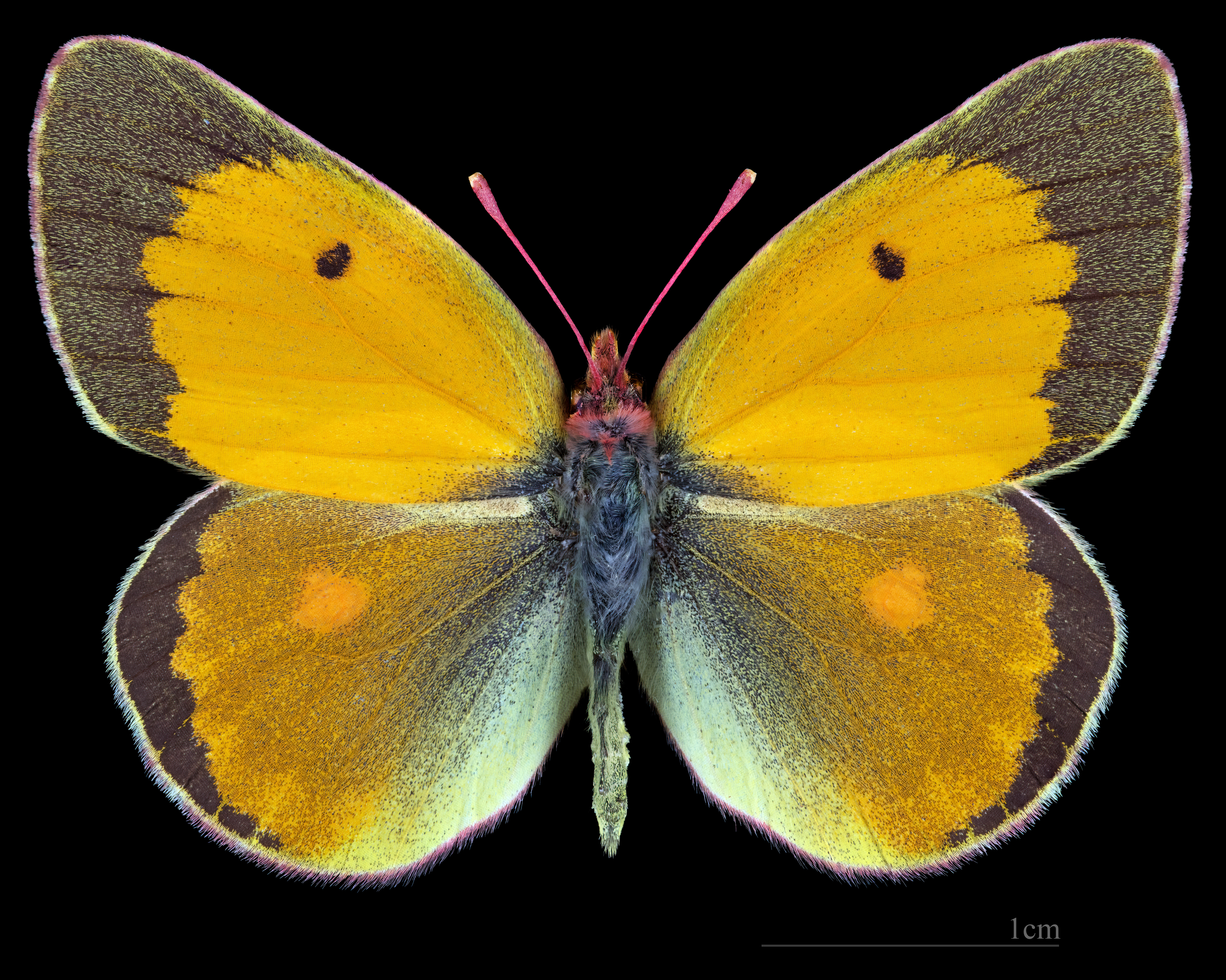
Hím
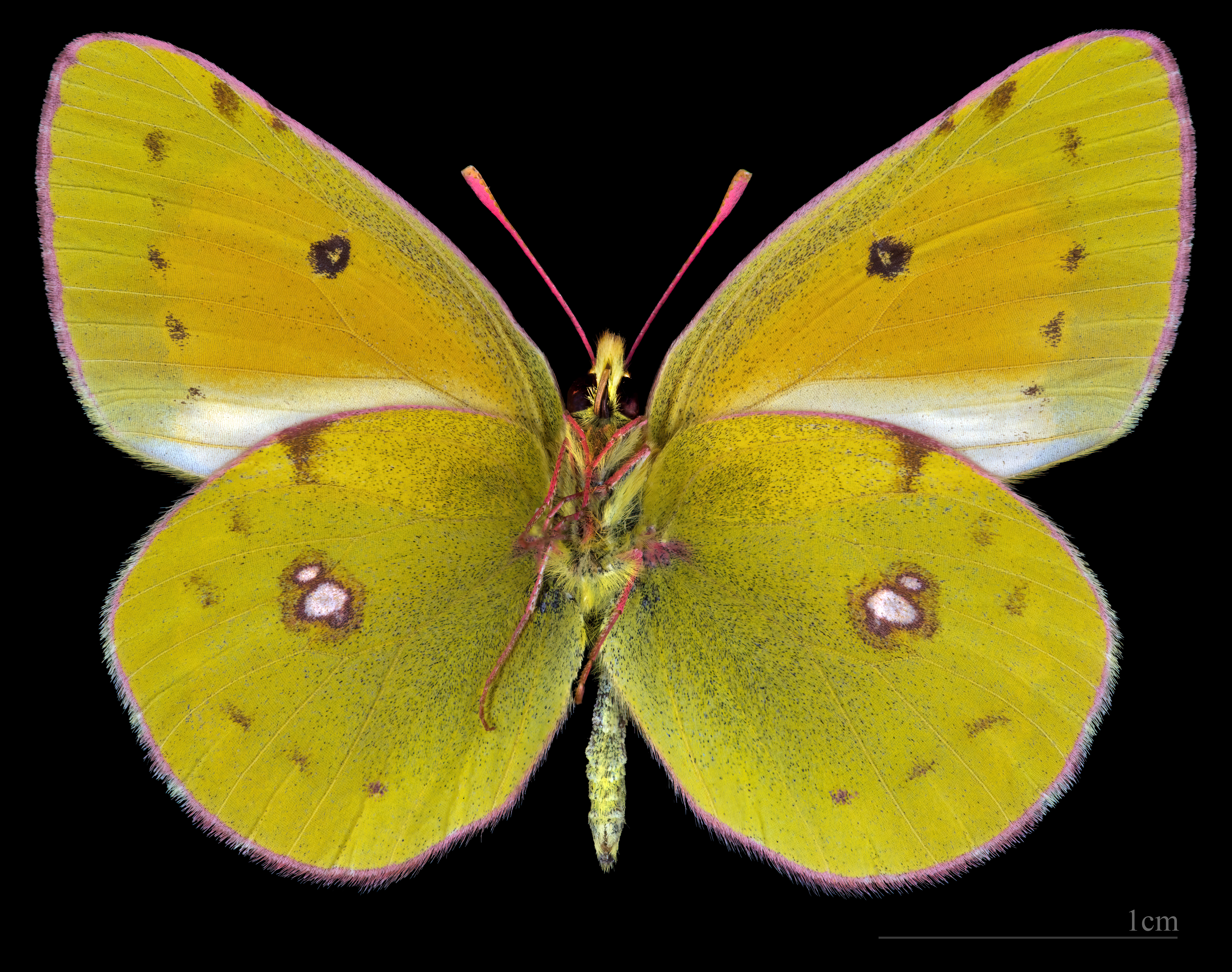
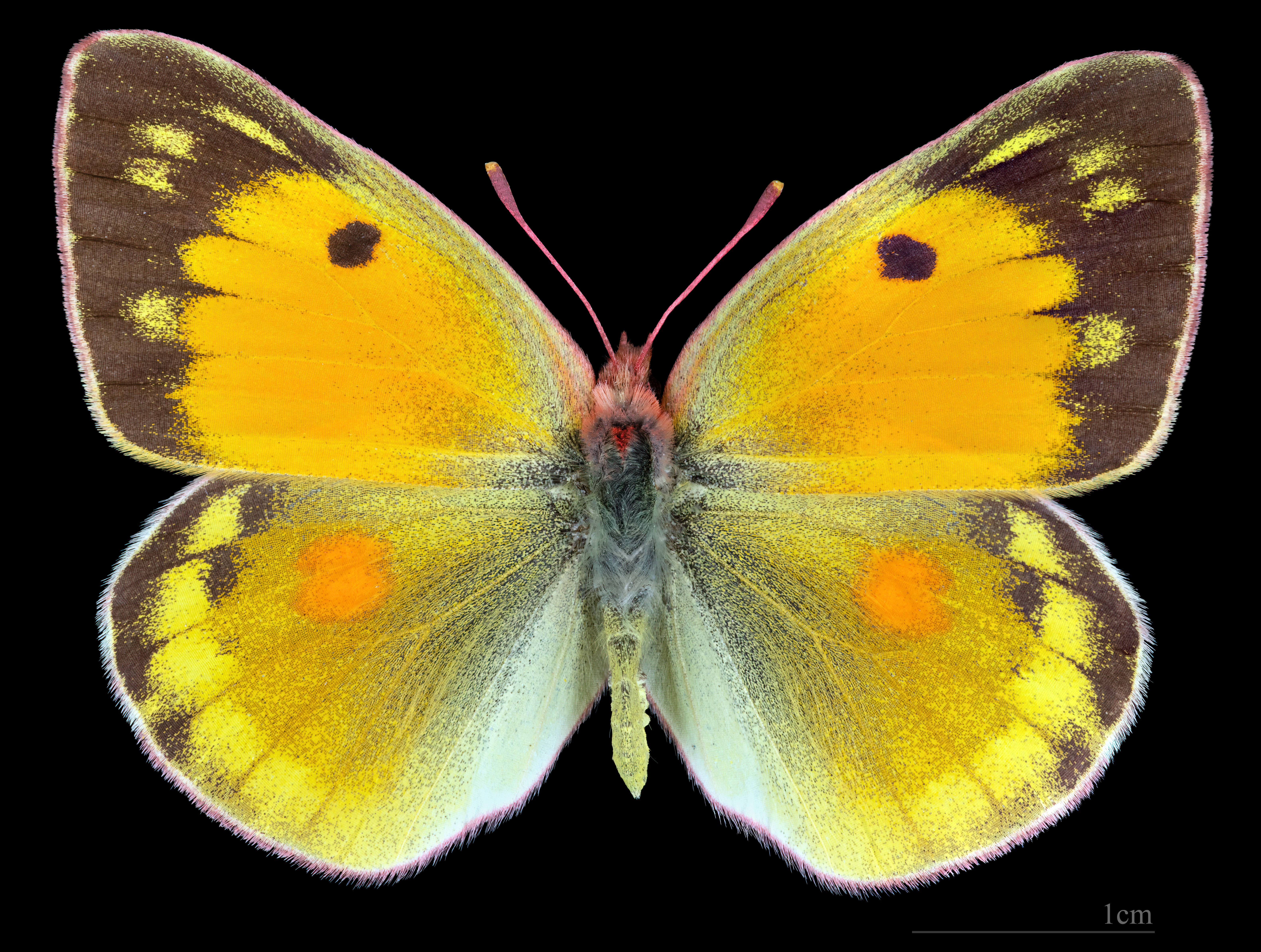
és nőstény
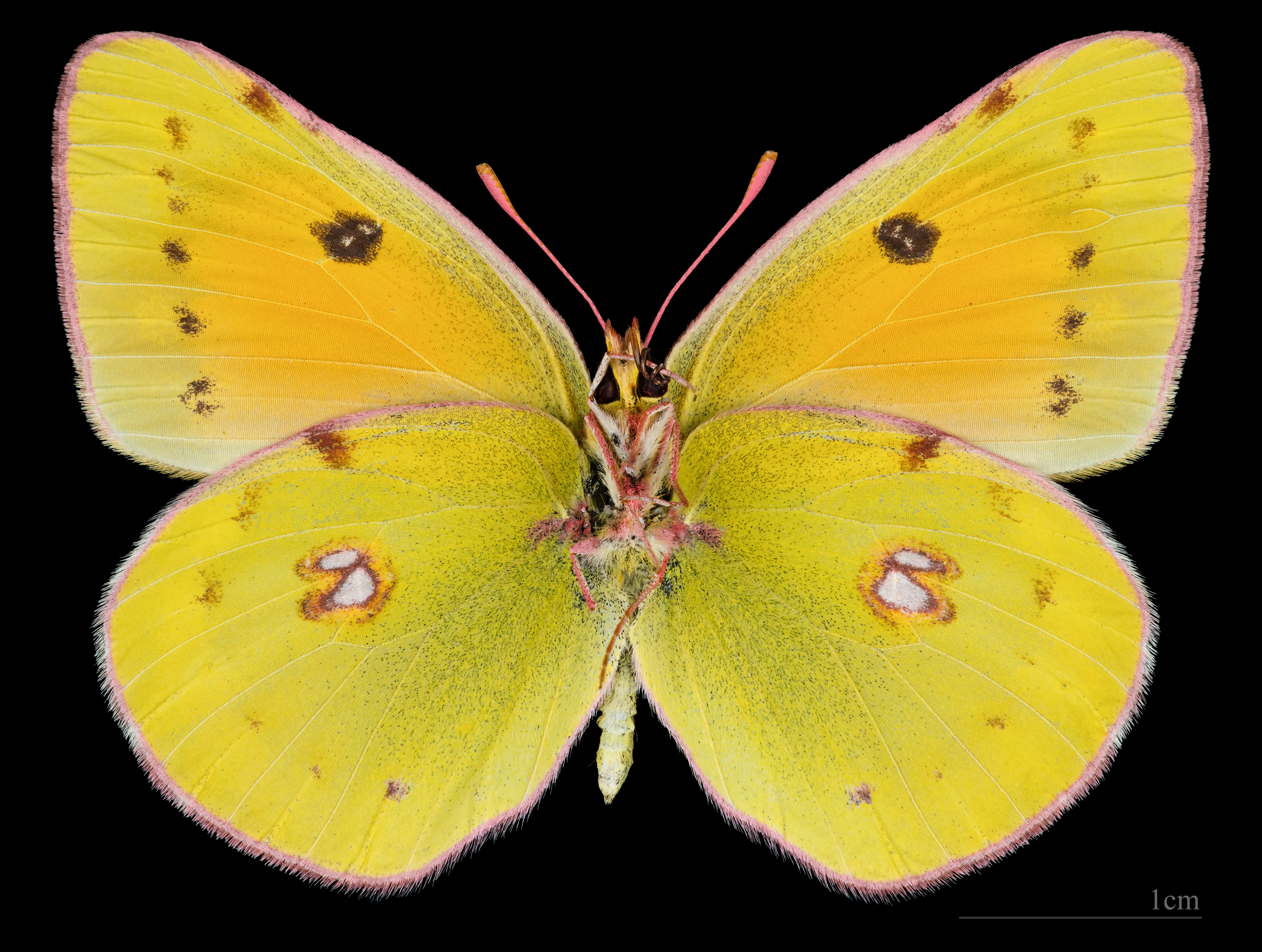

## Elterjedése
Elterjedése Németországtól a Balkánon és Ukrajnán keresztül Északnyugat-Kazahsztánig tart. Az utóbbi évtizedekben létszáma jelentősen lecsökkent, Németországból, Csehországból, Ausztriából, Szlovéniából, Bulgáriából kipusztult. Magyarországon régebben az Északi-középhegységben, a Dunántúlon, a Duna-Tisza közén és a Nyírség keleti peremén fordult elő, de 2004-re utolsó hazai élőhelyéről, az Őrségből is eltűnt. A Kárpát-medencében csak Erdélyben vannak számottevő, hosszabb távon is életképes populációi.

## Életmódja
Meleg, száraz pusztafüves lejtősztyeppeken és erdőssztyeppréteken él 800 méteres magasságig. 
Évente két nemzedéke repül májustól júniusig, illetve augusztustól szeptemberig; a rajzás csúcsa május végére és augusztus elejére esik. A nőstény a petéket egyesével rakja a tápnövényre. Hernyója csüdfű-fajok (Astragalus spp.) és zanót-fajok (Cytisus spp.), elsősorban a selymes zanót (Cytisus ratisbonensis) és gombos zanót (Cytisus supinus) leveleivel táplálkozik. A hernyó L3 stádiumban áttelel és a következő év tavaszának végén bebábozódik. Fejlődéséhez igen fontos a megfelelő mikroklíma; élőhelyének túl erős vagy túl kevés legeltetése egyaránt káros számára.
Magyarországon 1982 óta védett, természetvédelmi értéke 100 000 Ft.

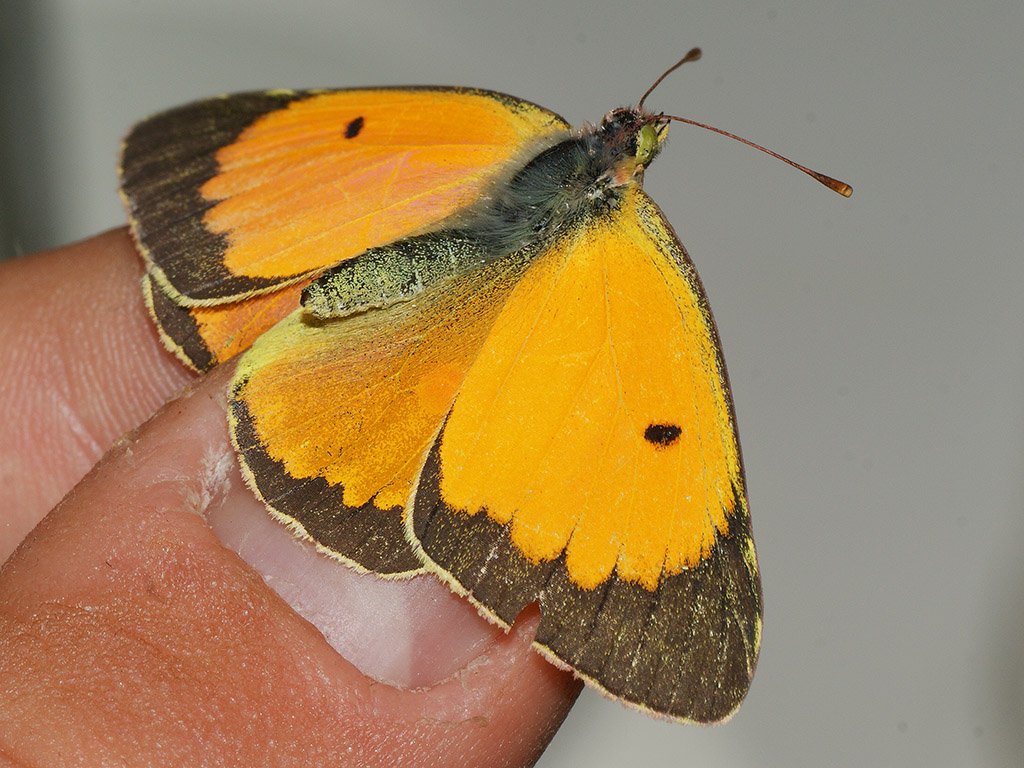
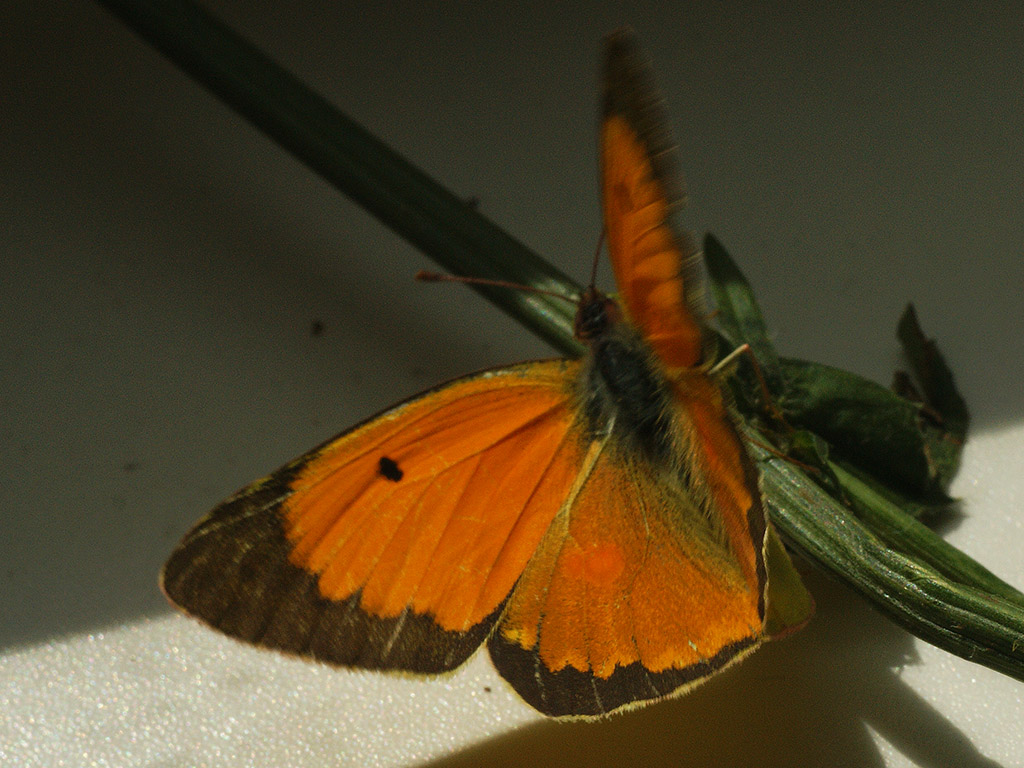
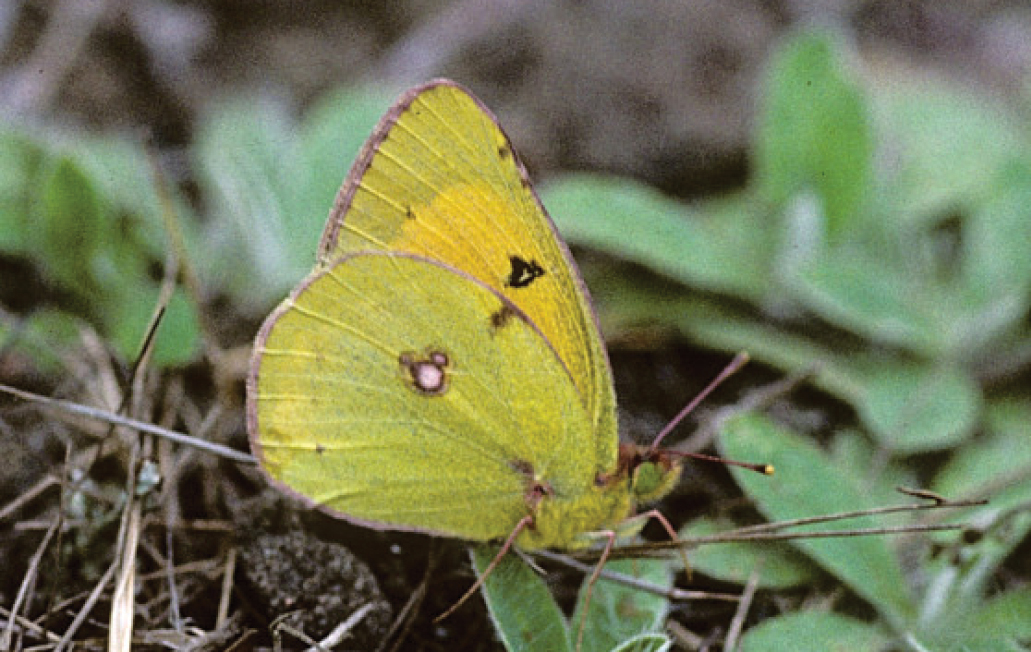
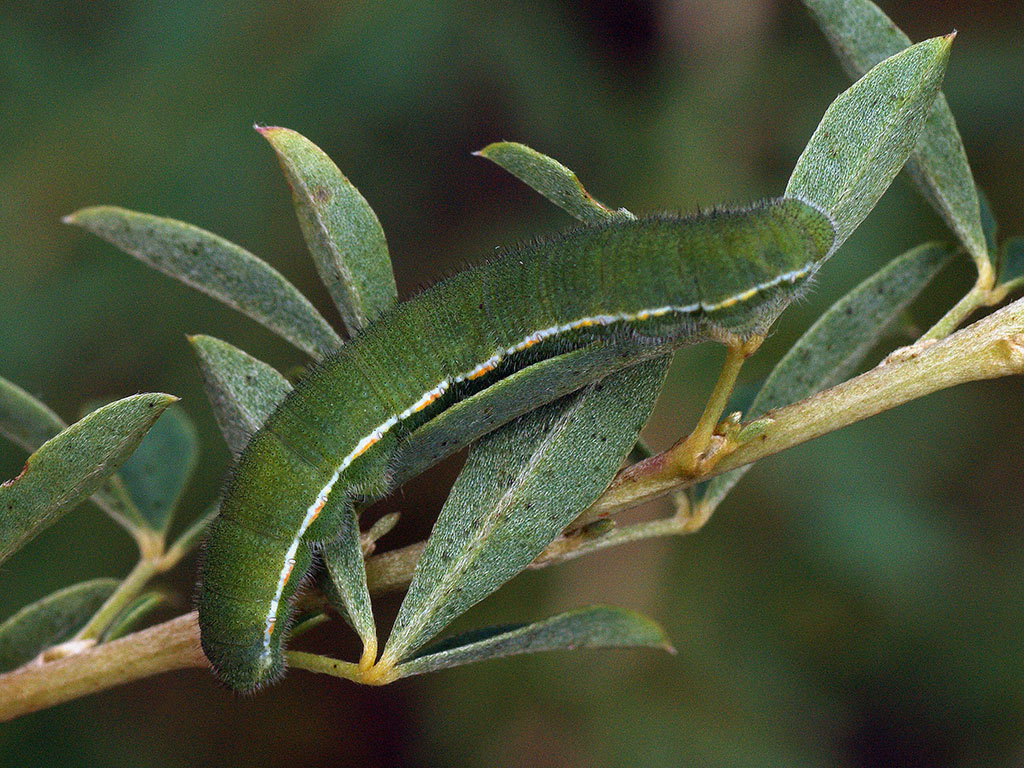